# Patis
Patis (finska: Paattinen) är en stadsdel i Åbo och var en självständig kommun i Masko härad i Åbo och Björneborgs län i Finland tills kommunen införlivades med Åbo 1 januari 1973.
Ytan (landsareal) var 62,4 km² och kommunen beboddes av 1.085 människor med en befolkningstäthet av 17,4 km² (1908-12-31). Kommunen och stadsdelen sträcker sig i norr till gränsröset Kuhankuono i Kurjenrahka nationalpark.
I stadsdelen finns Kreivilä och Paavola lågstadier och ett hus med bibliotek, hälsostation, tandvårdsenhet, ungdomslokal, gym och simhall. I anslutning till det sistnämnda finns en idrottsplan med plan för beachvolleyboll och ramp för rullbräde. Träkyrkan i jugend-stil är byggd 1909.
I stadsdelen verkar scoutkåren Vaakun Vartijat, idrottsföreningarna Paattisten Pamaus och Paattisten Puhti, med varsin skidstuga i stadsdelen, samt Patis frivilliga brandkår.

## Byar
I Patis finns byarna Alakylä, Auvainen, Auvaismäki, Iskoinen, Joenperä, Kreivilä, Paavola, Paijula, Poso, Skinnarla, Tekkala, Tiipilä, Tirava, Tortinmäki, Törmäinen, Ullainen, Uro och Viikkala.

## Bildgalleri

Patis kommunvapen.
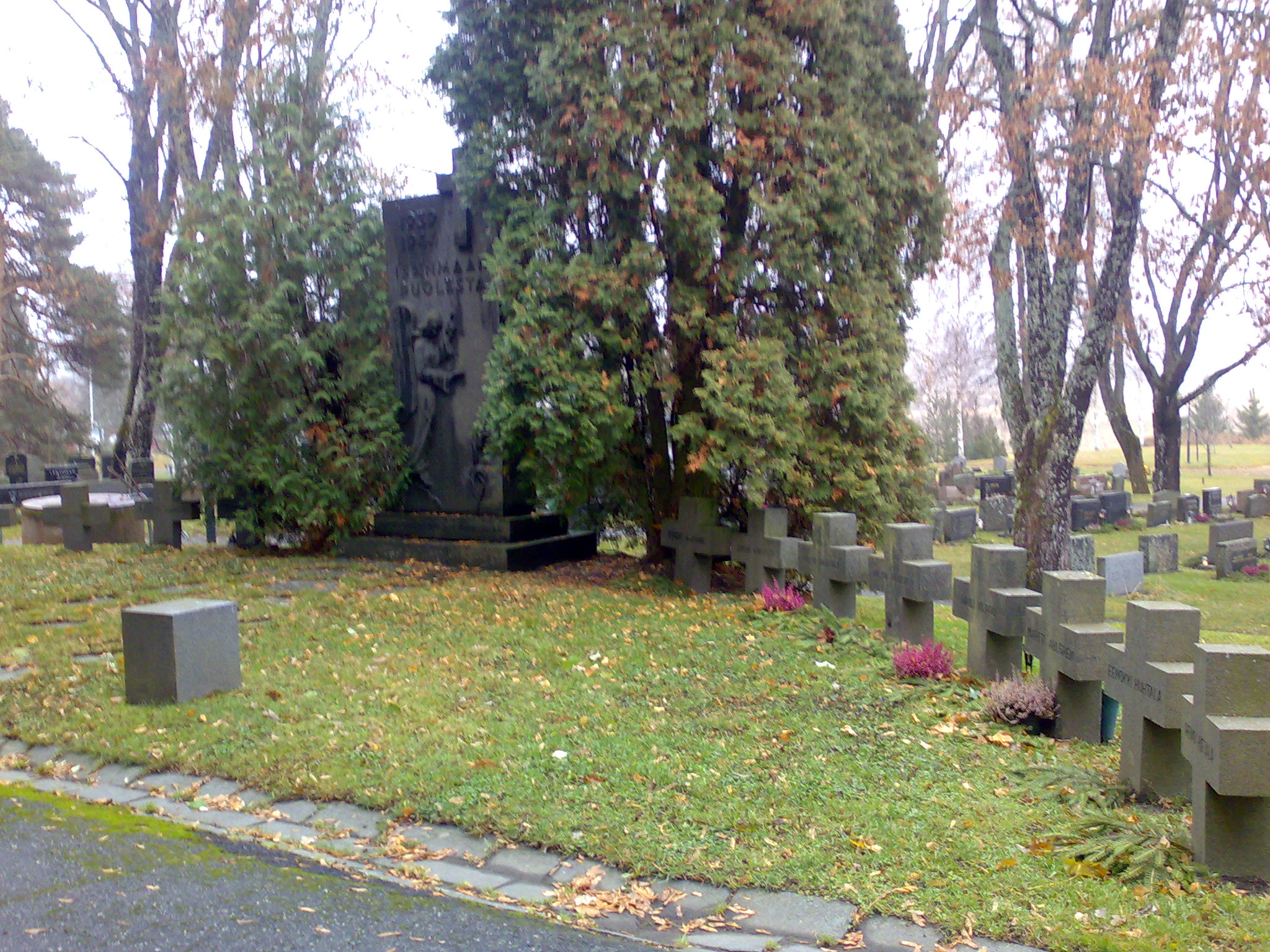
Hjältegravarna vid Patis begravningsplats.
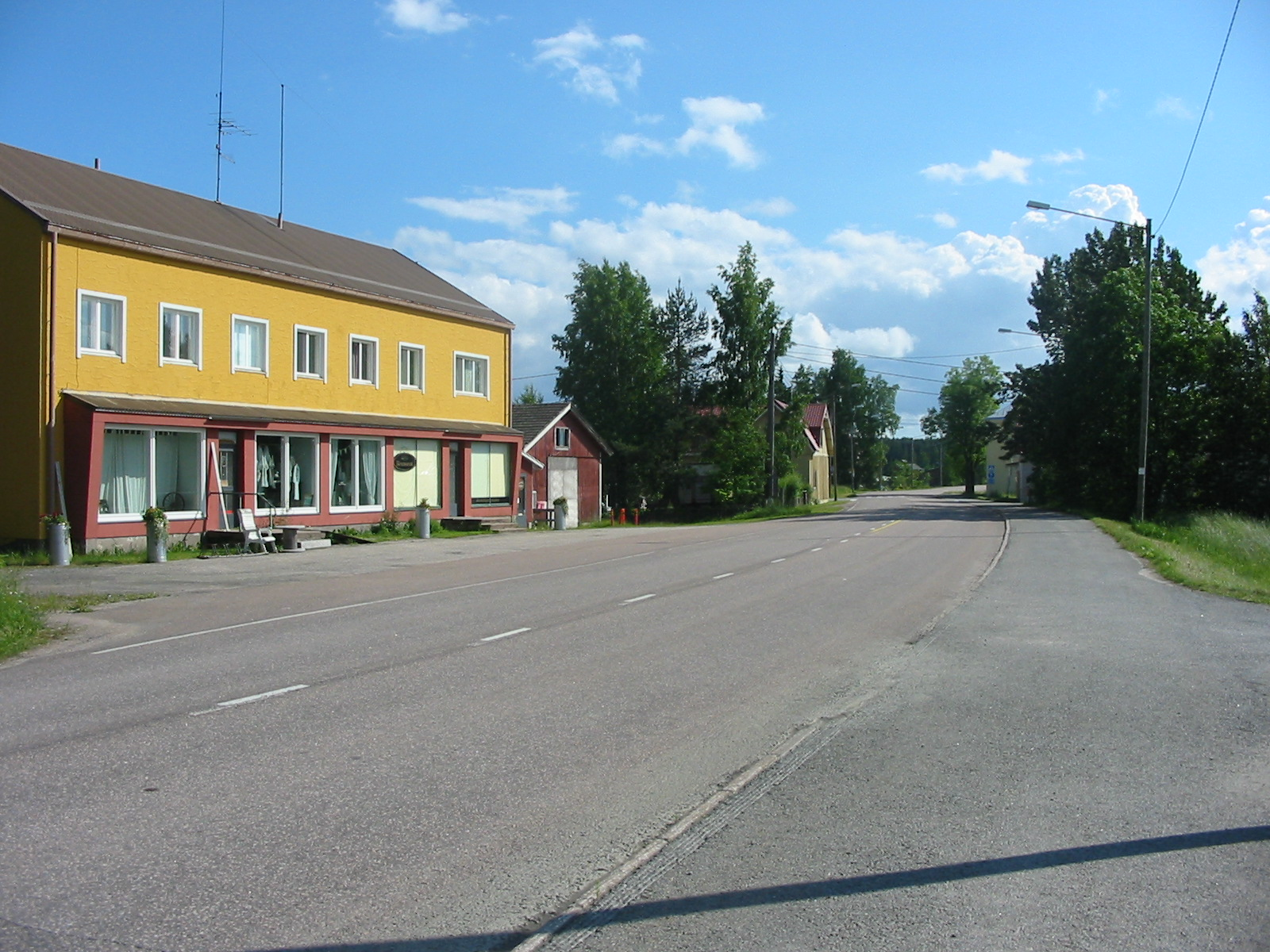
Patisvägen i Patis centrum.